# Benedikt Beckenkamp

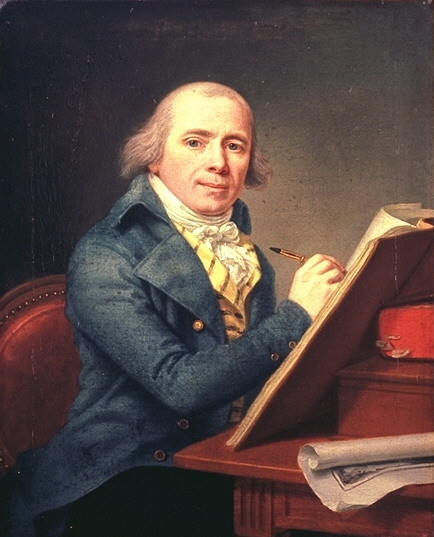
Selbstporträt

Johann (Kaspar) Benedikt Beckenkamp (* 7. März 1747 in Ehrenbreitstein; † 1. April 1828 in Köln) war ein deutscher Maler aus dem Rheinischen.

## Biografie

### Die frühen Jahre
Johann Benedikt stammte aus einer Familie von Branntweinbrennern, die sich nach dem Dreißigjährigen Krieg in Ehrenbreitstein niedergelassen hatte. Er war das dritte Kind des Weinbrenners und Malers Lorenz Beckenkamp und seiner zweiten Frau Katharina Scholastika, geborene Hofmann. Der Vater trat nach seiner zweiten Heirat zunächst das Malergeschäft seines Schwiegervaters ein und avancierte zum Kunstmaler sowie 1747, im Geburtsjahr von Benedikt, zum Hofmaler. Der Vorname Caspar steht nicht in der Geburtsurkunde, auch zeichnete Beckenkamp niemals damit. Erst in der Sterbeurkunde und dem von seinem Schüler Matthias Joseph de Noël verfassten Nachruf steht dieser Vorname. In der Schreibweise Kaspar setzte er sich in der späteren Literatur durch; es ist unklar, ob er für Beckenkamp selbst irgendeine Bedeutung hatte. Auch der Nachname erfuhr Veränderungen: Beckenkamp signierte mit Bekenkam sowie Beckenkam und erst ab den 1820er Jahren mit Beckenkamp.
Vermutlich lernte Benedikt Beckenkamp in der Werkstatt seines Vaters die Grundlagen des Malerhandwerks und der Malkunst. 1762 verstarb der Vater. Nach dessen Tod führte die Mutter das Malergeschäft weiter. Bis zu seinem 34. Lebensjahr arbeitete Beckenkamp dort mit.

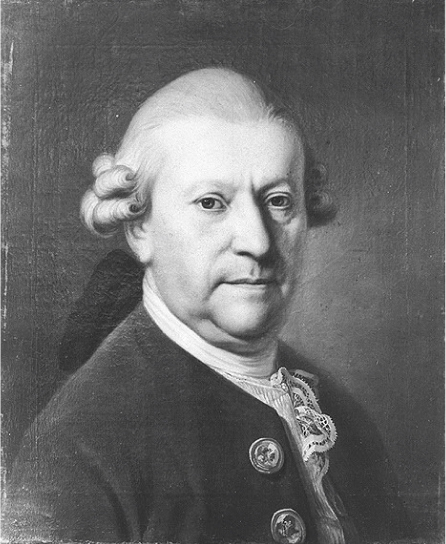
Porträt Christian Georg Schütz

Bei einem zeitlich nicht bestimmbaren Aufenthalt in Würzburg lernte er vermutlich die Fresken Tiepolos, die Fürstenporträts von Adam Friedrich von Seinsheim und die Fresken von Johann und Januarius Zick kennen. Es folgte laut de Noël eine zeitlich nicht bestimmbare Lehrzeit bei Januarius Zick in Ehrenbreitstein. Danach lernte er bei Christian Georg Schütz d. Ä. in Frankfurt. Schütz ist in einer Handzeichnung Beckenkamps abgebildet, die sich in der Nationalgalerie Berlin befindet.
1776 ist das erste signierte und datierte Werk von Benedikt Beckenkamp als Kunstmaler bekannt; ein religiöses Gemälde für die Pfarrkirche Heilig Kreuz in Ehrenbreitstein. Um 1778 entstand ein Zyklus für die Pfarrkirche von Urmitz. Möglicherweise entstand aber bereits Anfang der 1770er Jahre eine Reihe von Porträts der Pferde und Reiter des kurfürstlichen Hofmarschalls, durch die Beckenkamp beim Trierer Kurfürsten Clemens Wenzeslaus bekannt wurde. Es folgten weitere Aufträge des Hofes, darunter ein großes und zwei kleine Reiterporträts des Kurfürsten. Im Gegensatz zu seinem Konkurrenten Heinrich Foelix (1732–1803) hatte Beckenkamp jedoch keine feste Anstellung am Hof. Schon während dieser Zeit scheint er auch Aufträge als bürgerlicher Porträtist gehabt zu haben. Auf dem 1779 gemalten Familienbild mit Niederlahnstein und der Ruine Lahneck im Hintergrund sind die Dargestellten zwar nicht identifizierbar, deren Zugehörigkeit zum Bürgertum jedoch wahrscheinlich. Einem biografischen Roman von Renate Feyl zufolge hat er auch die Dichterin Sophie von La Roche porträtiert.

### Wechsel nach Köln und Jahre des Umbruchs
1781 heiratete er Katharina Josepha Breitbach. Diese verstarb 1784.
In den 1780er Jahren entwickelte Beckenkamp ein Geflecht von Beziehungen nach Bonn und Köln. Er lernte den Gelehrten und späteren Kölner Universitätsrektor Ferdinand Franz Wallraf kennen. Auch der 1784 zum Kölner Kurfürsten gewählte Maximilian Franz von Österreich wurde, vermutlich durch Vermittlung des Trierer Kurfürsten Clemens Wenzeslaus, auf Beckenkamp aufmerksam. Der Tod seiner ersten Frau sowie die unsichere Auftragslage am Trierer Hof waren wahrscheinlich die Gründe, warum Beckenkamp Mitte der 1780er Jahre sich nach Bonn orientierte. Sein Bruder Johann Peter lebte dort; dessen Frau Veronika arbeitete dort als Hofsängerin. Durch sie lernte er einen wichtigen Auftraggeber und Förderer kennen, den Grafen Sigismund zu Salm-Reifferscheidt, Intendant für Hofmusik und Obristhofmeister des Kölner Kurfürsten. Ob Benedikt Beckenkamp allerdings in jenen Jahren in Bonn wohnte, ist ungeklärt. Die Verbindung zur Familie Beethoven, in die Benedikt Beckenkamp gebracht wurde, beruht auf einer Verwechslung seiner Biografie mit der seines Bruders Peter.
Im Kölner Haus der Familie zu Salm-Reifferscheidt soll Beckenkamp seine zweite Ehefrau, Anna Maria Zipperling aus Bruchsal, kennengelernt haben. Die Trauung fand am 26. März 1786 in der Kölner Pfarrkirche St. Jakob statt. Die Familie zu Salm-Reifferscheidt übernahm Patenschaften für zwei der in Köln geborenen Kinder aus dieser Ehe. Neben Mitgliedern der Familie zu Salm-Reifferscheidt porträtierte Beckenkamp Mitglieder der Adelsfamilie Sternberg in Blankenheim, bei einem Aufenthalt auf Schloss Wahn 1786–1787 Mitglieder der Familie Heereman von Zuydtwyck und 1792–1793 auf Schloss Gracht Mitglieder der Familie Wolff-Metternich. Im Dezember 1786 begehrte er die Aufnahme in die Kölner Malerzunft. Die Qualifikationsgebühr betrug 40 Reichstaler. Eine beträchtliche Gebühr musste er auch für die Aufnahme in die Kölner Bürgerschaft zahlen. Mit ihr erwarb er das Recht zur Niederlassung in der Stadt sowie das aktive und passive Wahlrecht.
Mit großem Geschick schuf er sich in Köln ein Netz von Beziehungen, die seinen gesellschaftlichen Aufstieg förderten. Unter seinen Auftraggebern fanden sich Adolf von Hüpsch und der Reichsgraf Fugger. Auch zu seiner alten Koblenzer Heimat hielt er Verbindungen aufrecht. 1791 porträtierte er dort den Reiseschriftsteller und Kunstsammler Joseph Gregor Lang. 1792 malte er im Auftrag des Kurfürsten Clemens Wenzeslaus, der seine Residenz nach Koblenz verlegt hatte, eine Reihe von französischen Revolutionsflüchtlingen, die seit 1791 in Koblenz wohnten. Ob er auch 1788 die feine illusionistische Bühnendekoration am damals neu erbauten Koblenzer Theater schuf, ist ungeklärt. Wahrscheinlicher ist, dass sie von seinem Bruder Peter stammte. 1795, einige Monate nach dem Einmarsch französischer Truppen, wurde Beckenkamp der jüngere Amtsmeister der Kölner Malerzunft. 1798 kandidierte er erfolglos für die Stellung des älteren Amtsmeisters. Selbst wenn er gewählt worden wäre, wäre dies bedeutungslos gewesen, da die Zünfte in Köln Ende März 1798 durch Beschluss der Munizipalverwaltung aufgelöst wurden.
Von 1799 bis 1803 finden sich keine datierten Gemälde Beckenkamps, und auch in seinem Lebenslauf findet sich eine Lücke. Möglicherweise litt die Familie, wie im Nachruf de Noëls angedeutet, unter wirtschaftlicher Not, die von seiner Frau durch ihre Kunststickerei gelindert wurde. De Noël berichtet auch von einigen Reisen nach Holland und in die Aachener Region sowie einer mehrjährigen Beschäftigung in Groningen.

### Die Jahre nach 1800
Kölner Kirchen wurden durch die französische Besatzungsmacht säkularisiert; Gemälde aus deren Besitz wurden zwangsweise verkauft. Für Beckenkamp ergaben sich daraus Aufträge zur Schätzung und zur Restaurierung solcher Gemälde. Beispielsweise schätzte er gemeinsam mit dem Maler Nikolaus Zimmermann den Wert des Triptychons Beweinung Christi von Gerhard ter Steegen de Monte aus der Kirche St. Andreas, das in die Sammlung von Ferdinand Franz Wallraf einging. Für den preußischen Regierungsrat Werner von Haxthausen restaurierte er das spätgotische Gemälde Achatiusmartyrium.
Ab 1812 beschäftigte Beckenkamp sich mit Kopien des Kölner Dombildes von Stefan Lochner sowie mit anderen Kopien alter Gemälde. Die Auftragslage schien sehr gut zu sein, denn Beckenkamp übertrug sowohl seinem Sohn Sigismund August als auch Schülern kleinere Aufträge. 1818 bestellte König Friedrich Wilhelm III. bei ihm eine große Kopie des Dombildes, die Beckenkamp bis 1821 fertigstellte.
Bis kurz vor seinem Tod im Alter von 81 Jahren war Beckenkamp tätig. Zu seinen letzten Bildern gehören ein großes Familienbild mit den sechs Söhnen des Kupferstechers Johann Heinrigs (1781–1861) und das Triptychon der Familie Heereman von Zuydtwyck.

### Kinder
Aus den beiden Ehen mit Katharina Josepha und Anna Maria gingen fünf Kinder hervor, von denen jedoch nur zwei, der Kunstmaler Sigismund August Beckenkamp (1788–1823) und die Tochter Elisabeth, das Erwachsenenalter erreichten.

## Werk

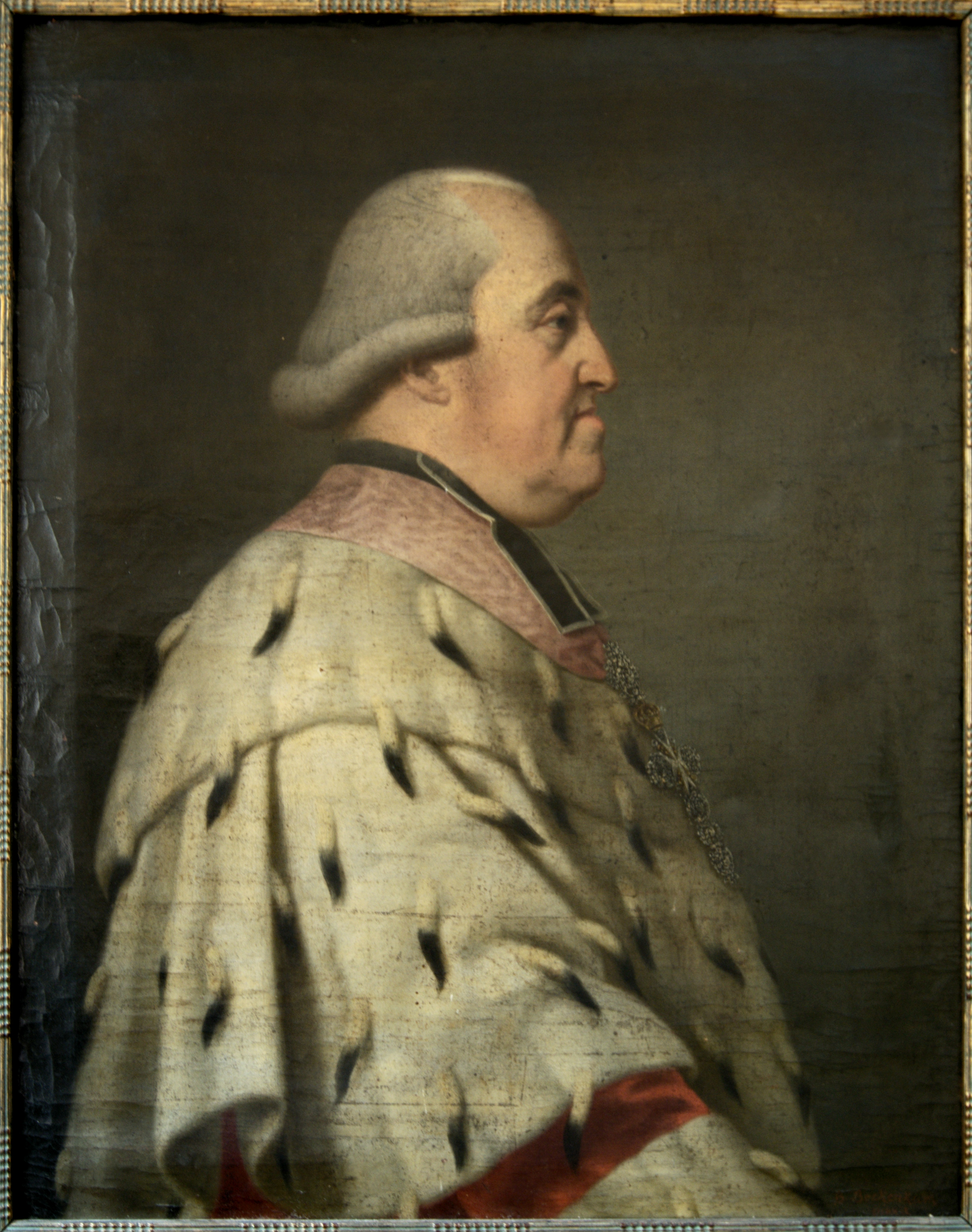
Porträt des Kurfürsten Clemens Wenzeslaus von Sachsen, um 1790–1794

### Überblick
Die 2003 erschienene große Monografie von Bettina Mosler zu Benedikt Beckenkamp führt mehr als 150 bekannte Werke auf, deren Verbleib jedoch zum Teil nicht geklärt werden konnte.
Der durch die französische Revolution ausgelöste soziale Umbruch beeinflusste Beckenkamps Lebensweg und die Wahl seiner Sujets. Sein Werk lässt sich folgenden Themen zuordnen:
- Religiöse Historienmalerei
- Landschafts- und Stadtbilder
- Porträts
- Nachbildungen des Kölner Dombildes

### Religiöse Historienmalerei

#### Stilistische Anklänge an Januarius Zick
Die Aussage de Noëls, dass Beckenkamp bei Januarius Zick gelernt habe, ist zwar durch keinerlei Zeitdokumente oder Zeugnisse gestützt, jedoch aufgrund inhaltlicher und stilistischer Bezüge plausibel. Beckenkamps Gemälde Maria mit ihren Eltern Anna und Joachim von 1776 nimmt das Thema auf, das Zick 1766 zweimal, in der Pfarrkirche St. Peter in Koblenz sowie in der Klosterkirche in Ottobeuren behandelt hat. Besonders die Ähnlichkeit des Typs der Heiligen Anna zeigt die stilistische Abhängigkeit Beckenkamps von Zick auf. Ungelenke Verrenkungen und Verkürzungen in Beckenkamps Darstellung zeigen dessen damals noch geringere Erfahrung in der Figurenmalerei.
Die auf ein Kupfertäfelchen gemalte Ölskizze St. Martin und der Bettler weist stilistische Anklänge an eine frühere Lebensphase Zicks aus der Zusammenarbeit mit seinem Vater Johannes Zick hin, der so genannten Rembrandtphase.
Ein als Selbstbildnis geltendes Porträt Januarius Zicks aus der Zeit zwischen 1770 und 1775 im Mainfränkischen Museum in Würzburg ist möglicherweise ein Werk Beckenkamps. Es stimmt in Bildausschnitt, Körperhaltung und Augenstellung mit zwei von Beckenkamp gemalten Porträts aus den 1890er Jahren überein. Der pastose Farbauftrag ist charakteristisch für Beckenkamp, während Zick eine lockere, mit Lichtern durchsetzte Pinselführung bevorzugte. Die Datierung 1770–1775, die aufgrund des Alters des Dargestellten außer Frage steht, wäre ein Zeugnis für eine frühe Stilsicherheit des jungen Beckenkamp.

#### Kirchengemälde im Landkreis Koblenz

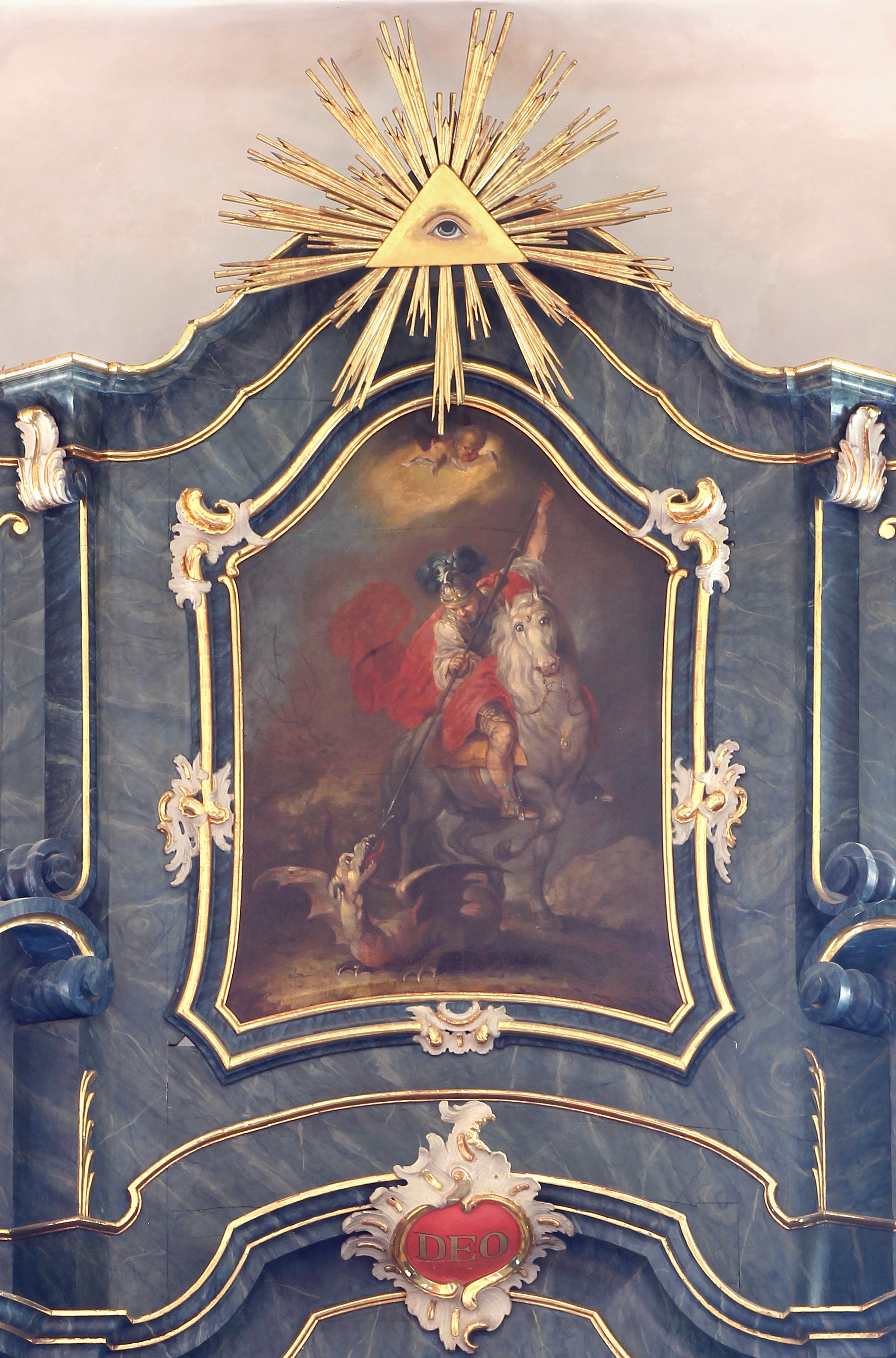
Benedikt Beckenkamp: St. Georg mit dem Drachen, Hochaltar der Pfarrkirche Urmitz

Von den um 1776–1778 entstandene Gemäldezyklus in der Urmitzer Kirche stammen mit großer Wahrscheinlichkeit mindestens sechs Bilder von Beckenkamp. Zum Heiligen Georg am Hochaltar existiert eine Vorstudie in Form eines ölbemalten Kupfertäfelchen, ähnlich dem bereits erwähnten Heiligen Martin. Auch dieses Gemälde weist starke Anklänge an Januarius Zick auf.
Dies gilt auch für die beiden auf 1784 datierten Gemälde an den Seitenaltären der Pfarrkirche St. Laurentius in Beulich. Sie zeigen ebenso den Einfluss Zicks wie ein Gemälde aus dem Mittelrheinischen Museum in Koblenz, Christus und die Samariterin am Brunnen. Zick seinerseits orientierte sich an der italienischen Barockmalerei. Das zuletzt genannte Bild ist eine Nachempfindung eines 1757 gemalten Budapester Bildes von Annibale Carracci. Andererseits lässt das Beulicher Bild Verkündigung eine merkliche Weiterentwicklung Beckenkamps vom Zick'schen Barockstil hin zum Klassizismus erkennen.

#### Religiöse Malerei in Köln
Im Auftrag von Ferdinand Franz Wallraf bemalte Beckenkamp 1807 sechzehn Kupfertäfelchen als Füllungen für die Außenfelder des Schreins der Heiligen Drei Könige im Kölner Dom. Sie dienten als Ersatz für Relieftäfelchen, die während der vorangehenden französischen Besatzungszeit entwendet worden waren. Die Täfelchen nehmen teils inhaltlich, teils nur stilistisch Rückgriff auf Raffaels 1516–1519 geschaffene Fresken in den römischen Loggien.
In seine spätesten Jahren schuf er für private Auftraggeber kleine Andachtsbilder im Stile von Annibale Carracci, Carlo Maratta und Januarius Zick. In seinen religiösen Gemälden entwickelte Beckenkamp keinen eigenen Stil, sondern schwankte zwischen dem barocken Stil von Januarius Zick und klassizistischen Formen und Kompositionen. Die Neuerungen der Nazarener hatten auf ihn keinen Einfluss.

### Landschafts- und Stadtbilder
Vermutlich stellte Zick den Kontakt zwischen Beckenkamp und Christian Georg Schütz her. Zick und Schütz kannten sich gut; sie hatten zwei Bilder gemeinsam geschaffen, bei denen Schütz die Landschaft und Zick die Figuren gemalt hatte. Archivarische Belege für einen Aufenthalt Beckenkamps in Frankfurt liegen nicht vor. Der Kontakt zwischen beiden ist jedoch durch das Porträt belegt, das Beckenkamp um 1780 von Schütz malte. Vermutlich durch Schütz wurde Beckenkamp in die Landschaftsmalerei eingeführt. Landschaften finden sich als Hintergründe auf einer Reihe seiner Porträts.
Die Kupferstiche Rhein=Gegend bei Koblenz und der Vestung Ehrenbreitstein (sic) und Rhein=Gegend bei der Stadt Kölln (sic) wurden nach Vorzeichnungen von Beckenkamp gefertigt. Die Vorzeichnung für erste der beiden Blätter ist der Empfindung nach noch dem späten Rokoko zuzuordnen. Sie ist wohl spätestens 1784 entstanden, da sie das 1784 fertiggestellte Schloss des Kurfürsten Clemens Wenzeslaus mit seiner großen Rheinfassade noch nicht zeigt, ist. Die Kölner Stadtansicht wurde aus größerer Distanz gezeichnet als auf andere zeitgenössischen Blättern mit dem gleichen Motiv. Es zeigt noch den 1812 abgetragenen Dachreiter des Doms und muss demnach davor entstanden sein. Mit seiner heiter-idyllischen Atmosphäre sowie den zarten Strukturen im Wasser und am Himmel steht auch dieses Blatt eher in der Tradition des Rokoko. Es zeigt eine andere Stimmung als die manchmal düstere, um 1800 aufkommenden Rheinromantik, die gerne die mittelalterlichen Gebäude in den Vordergrund rückte. Es ist möglich, dass auch diese Zeichnung noch vor 1800 entstand.
Ein 1795 gemaltes Aquarell von Beckenkamp mit einer Ansicht des Waidmarktes von Süden befindet sich in der grafischen Sammlung des Kölnischen Stadtmuseums. Sie stammt aus der Sammlung Peter Keyser. Weiter befinden sich in der Sammlung des Kölnischen Stadtmuseums eine kolorierte Fotovergrößerung dieses Bildes, sowie in derselben Art drei weitere kolorierte Fotografien aus derselben Sammlung, Der Waidmarkt von Norden, Der Blaubach und Der Mühlenbach. Von den drei letztgenannten Kopien sind keine Originale erhalten. Es ist davon auszugehen, dass es sich um Reproduktionen einer Bilderserie von Beckenkamp handelt – aufgrund des Zusammenhangs in der Sammlung, aufgrund der Tatsache, dass alle Reproduktionen Straßen aus der nahen Umgebung von Beckenkamps Wohnung, und aufgrund stilistischer Ähnlichkeiten. Der Wert dieser Bilderserie liegt in der genauen Wiedergabe der Stadtlandschaft und städtischen Lebens in einem nicht besonders hervorgehobenen Stadtviertel. Für das alte Posthaus am Waidmarkt, das 1876 abgerissen wurde, ist Beckenkamps Der Blaubach die einzige bildliche Darstellung.

### Porträts

#### Einführung
Die Porträtkunst nimmt den weitaus größten Anteil in Beckenkamps Schaffen ein. In seiner gesamten 50-jährigen Tätigkeit als Maler übte er sie aus. Gemessen an dieser langen Zeit ist die Zahl von rund 115 erhaltenen Porträts gering. Es ist davon auszugehen, dass viele von ihnen verloren gegangen sind.
Die Schaffenszeit von den 1770er Jahren bis 1828 umfasst die drei Stilepochen Rokoko, Klassizismus und Biedermeier. Auch Beckenkamp folgte in seiner persönlichen künstlerischen Entwicklung diesem Wandel. Ferner spiegeln seine Porträts den gesellschaftlichen Wandel jener Zeit im Rheinland, vor allem in Köln. Er porträtierte einflussreiche Personen seiner Zeit, wie Johann Friedrich Carl Heimann, den Gründer der Kölner Handelskammer, oder Ferdinand Franz Wallraf, den Gründer der Museen der Stadt Köln.

#### Porträts bis 1805

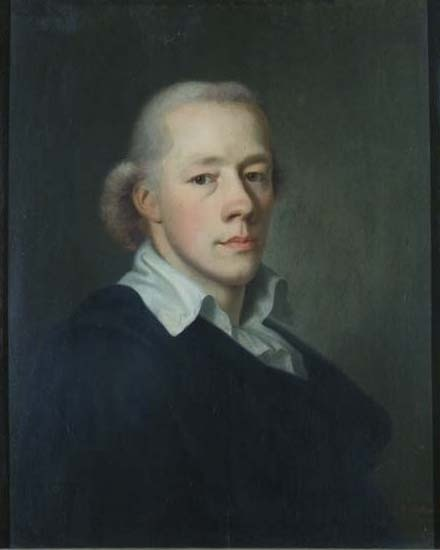
Porträt Joseph Gregor Langs

Der kurfürstliche Hofstallmeister gab Beckenkamp in den 1770er Jahren den Auftrag, die Pferde des Hofmarstalls samt Reitern abzubilden. Laut de Noël hatte er mit diesem Auftrag und mit nachfolgenden Reiterporträts großen Erfolg. Das sei der Grund gewesen, warum er sich von der Landschaftsmalerei ab- und der Porträtmalerei zuwandte. Dies erstaunt zunächst, weil die Personen und Pferde auf seinen frühen Reiterporträts steif und ungelenk wirken. Wahrscheinlich lag für die Auftraggeber der hauptsächliche Wert der Gemälde in der dokumentarischen Darstellung der wertvollen Rassepferde.
1790 und 1792 erhielt Beckenkamp dann den Auftrag, den Kurfürsten Clemens Wenzeslaus anlässlich einer Kaiserkrönung darzustellen, auf einem Schimmel vor dem Frankfurter Römer reitend, im Kurfürstenmantel mit Hermelinkragen.
Die anderen Porträts dieser Phase sind Personen-, Ehepaar- und Familienporträts sowie Selbstbildnisse. In den Porträts aus den 1780er Jahren zeigt er sich als ausgereifter Porträtmaler. Einer der frühesten signierten Bildnisse aus jenen Jahren ist das Portrait einer unbekannten Dame, vermutlich einer Trierer Hofdame; ein typisches höfisches Porträt mit pyramidenförmiger Bildkonstruktion nach Art des französischen Malers am preußischen Hof, Antoine Pesne. Bemerkenswert, und typisch für ein Rokoko-Porträts, ist die feine Darstellung der Kleidungsstoffe in unterschiedlicher Transparenz bis hin zu den zarten durchbrochenen Spitzengeweben. Trotzdem wahrt er die Natürlichkeit der Darstellung, im Gegensatz zu manchen französischen Rokokoporträts, deren ausladende Drapierungen die Person erdrücken.
Der Einfluss des Vaters Lorenz Beckenkamp zeigt sich in einem Herrenporträt des Kölner Domkapitulars Clemens August Maria von Merle von 1794. Es zeigt die gleiche Art der Darstellung im Halbprofil, den gleichen steifen Ernst wie einige der wenigen überlieferten Bilder des Vaters. In der Darstellung der Gesichtszüge zeigt jedoch Benedikt Beckenkamps Darstellung Lebendigkeit, Wärme und Anteilnahme, die der Vater in dieser Ausprägung nicht zum Ausdruck bringen konnte.
Kleriker fanden sich während seiner gesamten Schaffenszeit unter Beckenkamps Auftraggebern. Ein weiteres Porträt Merles, das ihn 1798 als Weihbischof zeigt, ist kirchengeschichtlich interessant. Es ist eines der letzten Klerikerporträts unter dem Ancien Régime. 1801 wurde das Kölner Erzbistum aufgehoben.
Andere Vorbilder aus Ehrenbreitstein und Umgebung finden sich im Porträt des Hofbrunnendirektors Georg Heinrich Kirn und seiner Familie von 1783. In der Komposition entspricht es einem verschollenen Porträt von Anton Wilhelm Tischbein von 1773, das Sophie, Maximilian und Georg Michael La Roche darstellt. Ferner sind in seinen Bildnissen französische und englische Einflüsse bemerkbar. Die Porträts seiner beiden Kinder erinnern in der Darstellung der seidig glänzenden Haare, der Kleidung und den runden Gesichtsformen an Kinderbildnisse von Jean-Baptiste Greuze und Élisabeth Vigée-Lebrun.
Ein Bild, das den gealterten Kurfürsten Clemens Wenzeslaus im Halbprofil zeigt, stellt diesen überraschend schonungslos dar: Es zeigt den Fürsten mit Tränensäcken, einem Doppelkinn, schlaffen, üppigen Gesichtszügen und einer fliehenden Stirn; allerdings angetan mit seinem Hermelin-Ornat. Der Verzicht auf Schönung und Pathos legt nahe, dass der Fürst die Annäherung an die bürgerlichen Stände suchte. Ähnlicher Verzicht auf Idealisierung findet sich seit den 1760er Jahren an anderen Höfen, beispielsweise in den am Mannheimer Hof von Heinrich Carl Brandt und Johann Georg Ziesenis gemalten Porträts.
Ein Selbstporträt von 1797 zeigt den Künstler bei der Arbeit. Mit der Feder in einem großen Skizzenbuch zeichnend, dem Betrachter im Halbprofil zugewandt, blickt er diesem offen und selbstbewusst entgegen.

#### Porträts der Reifezeit
Um 1805 hatte Beckenkamp den Höhepunkt seines stilistischen Könnens erreicht. Dies zeigte sich vor allem in der Darstellung von Händen und Köpfen. Das Porträt des Johann Baptist Fuchs zeigt den Kölner Juristen mit einem Federkiel schreibend in einem schlichten klassizistischen Interieur. Dieses Porträt sowie dasjenige von Fuchs’ Frau Sabina mit ihrer Tochter zeigen kontrastreich konturierten Gesichter und Formen bei sparsamer Farbgebung. Beckenkamp adaptierte damit dem Porträtstil des französischen Klassizismus, wie er beispielsweise bei Jacques-Louis David, François Gérard und Antoine-Jean Gros zum Ausdruck gebracht wurde, aber auch bei deutschen Malern wie Heinrich Christoph Kolbe, Johann Baptist Bastiné und Carl Joseph Begas. Die Letztgenannten sind alle eine Generation jünger als Beckenkamp, hatten jedoch direkt bei David oder Gérard in Paris gelernt.
Auch die auf 1806 und 1815 datierten Frauenporträts von Maria Susanna Heimann und Bernadine Nolden, die die beiden Frauen jeweils in heller Empire-Kleidung und klassischer Sitzhaltung vor neutralem Hintergrund darstellen, sind typische klassizistische Personenporträts.
Beckenkamp übernahm jedoch nicht völlig den harten, plastischen Malstil, der beispielsweise bei den späten Werken von Gérard zu finden ist, sondern hielt am langsamen Farbschichtenaufbau mit Lasuren und an der Modellierung von Umrissen mit Farbe und Licht fest. In dieser Hinsicht blieb seine Arbeitsweise konservativ und spätbarock.

#### Alterswerke
In den späten Schaffensjahren ab etwa 1815 wandte sich Beckenkamp vom Klassizismus ab und dem biedermeierlichen Naturalismus zu. Die würdevolle Inszenierung der Persönlichkeit weicht einer sachlicheren Personenschilderung. Dies zeigt sich beispielsweise in den beiden 1822 vollendeten, zueinander gehörenden Einzelporträts von Maximilian von Kempis und seiner Frau Anna Lucia.
Zwischen 1824 und 1828 wandte er sich dem großen Format zu. Dazu gehören die Porträts von Nikolaus und Katharina Hackenbroich von 1824 und vor allem die beiden Porträts der Familie Heinrigs von 1824 und 1828. Die dargestellten Personen wurden in einer Folge von Einzelporträts gemalt.

### Kölner Dombild
Mit der Säkularisation zu Beginn des 19. Jahrhunderts wurden zahlreiche Kunstwerke aus Kirchen frei. Dies zog einen lebhaften Kunsthandel und zahlreiche Kopieraufträge für Künstler nach sich. Das Bild Beweinung Christi von Joos van der Beke aus der Kirche St. Maria in Lyskirchen ging der Stadt durch die Säkularisation verloren. Die von Beckenkamp gefertigte, auf 1816 datierte Kopie führt de Noël als Beleg für die Kunstfertigkeit und das handwerkliche Geschick seines Lehrers in Feld. Die Kopie befindet sich auch heute noch in der Kirche St. Maria in Lyskirchen.
1819 wurde die Kunstsammlung des Bonner Klerikers Franz Pick aufgelöst und verkauft. In der Sammlung befand sich das Porträt des Agrippa von Nettesheim von Barthel Bruyn dem Älteren, das damals Hans Holbein dem Jüngeren zugeschrieben wurde. Ferdinand Franz Wallraf wollte das Bild für Köln erhalten; das Original war für ihn jedoch unerschwinglich. In seinem Auftrag kopierte Beckenkamp das Bild.
Um 1815 war der Ruf Beckenkamps als Kopist so weit verbreitet, dass auch auswärtige Kunstliebhaber von Rang an ihn herantraten. Der größte Teil der Aufträge galt jedoch dem Altar der Stadtpatrone, den im Original Stefan Lochner geschaffen hatte. Beckenkamp fertigte von 1812 bis 1828 eine große Anzahl von Darstellungen dieses Motivs an. Es handelt sich zum größeren Teil um Nachbildungen in reduzierten Maßen, mit reduzierter Figurenzahl und teilweise auch geänderter Figurenanordnung. Am ehesten einer originalgetreuen Kopie nahe kommt die Version, die Beckenkamp 1819 bis 1821 im Auftrag von König Friedrich Wilhelm III. von Preußen anfertigte. Rechts und links außen sind dieser Kopie die rückwärtigen Teile des Dombildes hinzugefügt. Sie zeigen die Verkündigung des Herrn. Somit besteht diese Kopie aus fünf plan angeordneten Flügeln. Sie befindet sich heute in der Bibliothek von Schloss Friedrichshof in Kronberg im Taunus.
Weitere bekannte Versionen sind:
- Teilkopie für Prinz Wilhelm von Preußen, 1812–1814 im Auftrag von Prinzessin Marianne;
- Ölskizze für Graf Heinrich Ludwig von Dohna-Wundlacken, 1814;
- Ausschnittkopie für Peter Beuth, 1814; heute in der Gemäldegalerie der staatlichen Museen zu Berlin;
- Ausschnittkopie Maria mit dem Kind für Prinzessin Marianne von Preußen, vermutlich 1815;
- Teilkopie, vermutlich für Kronprinz Friedrich Wilhelm von Preußen, vermutlich 1815; auf Schloss Stolzenfels;
- Teilkopie Dreikönigsbild, vermutlich für Prinz Friedrich von Preußen, vermutlich 1815–1817; heute im Dreikönigsgymnasium Köln;
- Zeichnung für Eberhard von Groote, 1823;
- Triptychon für Familie Heereman von Zuydtwyck, vermutlich 1826–1828; heute in der Vorhalle des Kölner Rathauses.

Daneben fertigte Beckenkamp eine große Anzahl grafischer Nachbildungen von Stefan Lochners Stadtpatronen, darunter einen Kupferstich als Illustration für das Taschenbuch für Freunde altdeutscher Zeit und Kunst auf das Jahr 1816.